# Brics
Brics, av organisationen skrivet BRICS, är en mellanstatlig organisation bestående av tio medlemsländer: Brasilien, Ryssland, Indien, Kina, Sydafrika, Egypten, Etiopien, Indonesien, Iran och Förenade arabemiraten. Gruppen består av några av världens största och mest växande statsekonomier och har som ambition att utveckla alternativa ekonomiska (och delvis politiska) organ till Internationella valutafonden (IMF), Världsbanken och andra institutioner med ekonomisk-politiska kopplingar till G7 och USA. Genom sina uttalade mål och sitt arbete har Brics rönt både positiv och negativ kritik.
Namnet Brics är en förkortning av initialerna (på engelska) för de fem staterna som utgjorde organisationen före utvidgningen under 2020-talet. Fram till att Sydafrika blev medlem 2010 gick organisationen under namnet "Bric".

## Beskrivning
Brics grundades som ett samarbete mellan tre nyligen industrialiserade länder samt Ryssland, och de kännetecknades av sina stora och snabbväxande ekonomier. De har påtaglig påverkan på regional eller global nivå; alla länderna är medlemmar av G20. 2013 representerade de fem Brics-länderna (Sydafrika anslöt till organisationen 2010) nästan tre miljarder människor, med en sammanlagd nominell bruttonationalprodukt (BNP) på 16 039 biljoner US-dollar och uppskattningsvis 4 biljoner US-dollar i sammanlagda valutareserver. Sydafrika har en betydligt lägre BNP än övriga medlemmar men är Afrikas ledande ekonomi. Under 2020-talet har ytterligare fem länder anslutit sig till samarbetet.
Länderna i Brics-samarbetet kännetecknas av ökat globalt inflytande, och de anses ha många gemensamma intressen. Vid sidan om de årliga toppmötena träffas regelbundet ländernas utrikes-, finans- och handelsministrar.

## Historik
Utrikesministrarna hos de ursprungliga fyra Bric-staterna (Brasilien, Ryssland, Indien och Kina) möttes september 2006 i New York, där de kom att inleda en serie av inofficiella toppmöten. En fullskalig diplomatisk sammankomst ägde rum 16 maj 2008 i ryska Jekaterinburg.

### Första toppmötet inom Bric
Bric-gruppens första officiella sammankomst ägde också rum i Jekaterinburg, med början den 16 juni 2009. Där deltog Luiz Inácio Lula da Silva, Dmitrij Medvedev, Manmohan Singh och Hu Jintao, det vill säga de respektive ledarna från Brasilien, Ryssland, Indien och Kina. Fokus för mötet låg på hur man skulle kunna förbättra den globala ekonomiska situationen och reformera finansinstitutioner, och dessutom diskuterade man ett djupare, framtida samarbete de fyra länderna emellan. Man diskuterade även hur Bric-länderna och andra utvecklingsländer skulle kunna bli en viktigare del av den internationella scenen.
Efter toppmötet i Jekaterinburg offentliggjorde Bric-länderna önskan om en ny global reservvaluta, som skulle behöva vara "diversifierad, stabil och förutsägbar". Även om det offentliggjorda uttalandet inte direkt kritiserade US-dollarns upplevda dominans – kritik som Ryssland tidigare framfört – ledde det till ett ras för dollarn i förhållande till andra större valutor.

### Sydafrikas inträde
2010 påbörjade Sydafrika ansträngningar för att få bli del av Bric-gemenskapen, och processen för landets formella anslutning inleddes i augusti samma år. Sydafrika blev 24 december 2010 officiell medlem, efter att man formellt bjudits in av Bric-länderna till bli del av gruppen. Samarbetet bytte därefter namn till Brics – med S för Sydafrika – för att återspegla gruppens tillskott. I april 2011 deltog Jacob Zuma, Sydafrikas president, vid gemenskapens tredje officiella toppmöte i Sanya i Kina, som en fullvärdig medlem.

### Utvidgning under 2020-talet
Den 1 januari 2024 gick Egypten, Iran, Etiopien och Förenade arabemiraten formellt med i BRICS. Indonesien antogs formellt som medlem 6 januari 2025. Beslutet fattades ursprungligen av BRICS-ledarna i augusti 2023 men trädde inte i kraft då ett godkännande från Indonesiens regering saknades.

### Utveckling
2011 bildades Brics-forumet, en fristående internationell organisation som bildats för att befrämja handelsmässigt, politiskt och kulturellt samarbete mellan Brics-länderna. I juni 2012 anmälde Brics-länderna en bidrag på 75 miljarder US-dollar till Internationella Valutafonden (IMF), för att stärka fondens ekonomiska kraft. Bidraget var dock villkorat av reformer i IMF:s röstprocess.
I mars 2013, under det femte Brics-toppmötet i sydafrikanska Durban, enades medlemsländerna om att skapa en egen global finansinstitution (Brics utvecklingsbank). Denna skulle direkt konkurrera med de västdominerade IMF och Världsbanken. Efter toppmötet meddelade Brics-länderna att de planerade att slutföra förberedelserna för den här nya utvecklingsbanken under 2014.
Olika åsikter om finansieringen och bankens geografiska placering har dock försenat förarbetet. Vid Brics-ledarnas möte i Sankt Petersburg i september 2013 förband sig Kina till att bidra med 41 miljarder US-dollar till banken, medan Brasilien, Indien och Ryssland skulle bidra med 189 miljarder US-dollar var och Sydafrika med 5 miljarder.
- Kina, som förvaltar världens största valutareserv, ville ha en större del i styret av banken, meddelade en tjänsteman från Brics. Kina ville också stå för själva huvudkontoret för banken.
- "Brasilien och Indien vill att startkapitalet ska delas lika. Vi vet att Kina vill ha mer," sa en tjänsteman från Brasilien. "Men vi förhandlar fortfarande, och allt sker i ett öppet samarbetsklimat."
- 11 oktober 2013 meddelade Rysslands finansminister Anton Siluanov att ett beslut om att skapa en fond på 100 miljarder US-dollar, med syfte att stabilisera valutamarknaderna, skulle tas i början av 2014. Brasiliens finansminister Guido Mantega sa å sin sida att fonden skulle skapas i mars 2014.

## Toppmöten
Organisationen har hållit årliga toppmöten sedan 2009, och de olika länderna har turats om att agera mötesvärdar. De två första mötena hölls innan Sydafrika erhållit medlemskap i gruppen, och det första femländermötet arrangerades 2011.
| Toppmöte | Datum                             | Plats                                              | Värd                                             |
| -------- | --------------------------------- | -------------------------------------------------- | ------------------------------------------------ |
| 1        | 16 juni 2009                      | Jekaterinburg                                      | Dmitrij Medvedev (Rysslands president)           |
| 2        | 15 april 2010                     | Brasília                                           | Luiz Inácio Lula da Silva (Brasiliens president) |
| 3        | 14 april 2011                     | Sanya                                              | Hu Jintao (Folkrepubliken Kinas president)       |
| 4        | 29 mars 2012                      | New Delhi                                          | Manmohan Singh (Indiens premiärminister)         |
| 5        | 26–27 mars 2013                   | Durban                                             | Jacob Zuma (Sydafrikas president)                |
| 6        | 14–17 juli 2014                   | Fortaleza                                          | Dilma Rousseff (Brasiliens president)            |
| 7        | 8–9 juli 2015                     | Ufa                                                | Vladimir Putin (Rysslands president)             |
| 8        | 15–16 oktober 2016                | Benaulim (Taj Exotica)                             | Narendra Modi (Indiens premiärminister)          |
| 9        | 3–5 september 2017                | Xiamen (Xiamen International Conference Center)    | Xi Jinping (Folkrepubliken Kinas president)      |
| 10       | 25–27 juli 2018                   | Johannesburg (Sandton Convention Centre)           | Cyril Ramaphosa (Sydafrikas president)           |
| 11       | 13–14 november 2019               | Brasília (Itamaraty Palace)                        | Jair Bolsonaro (Brasiliens president)            |
| 12       | 17 november 2020 (videokonferens) | Sankt Petersburg                                   | Vladimir Putin (Rysslands president)             |
| 13       | 9 september 2021 (videokonferens) | New Delhi                                          | Narendra Modi (Indiens premiärminister)          |
| 14       | 23 juni 2022 (videokonferens)     | Peking                                             | Xi Jinping (Folkrepubliken Kinas president)      |
| 15       | 22–24 augusti 2023                | Johannesburg (Sandton Convention Centre)           | Cyril Ramaphosa (Sydafrikas president)           |
| 16       | 22–24 oktober 2024                | Kazan (Kazan Expo International Exhibition Centre) | Vladimir Putin (Rysslands president)             |
| 1. 2.    |                                   |                                                    |                                                  |

## Medlemsländer
| Land                  | Befolkning (2024) | BNP (PPP) (2023)   | Statsbudgetens utgifter | Export             | Import             | BNP/capita | Läs- och skrivkunnighet | Beräknad medellivslängd | HDI                |
| --------------------- | ----------------- | ------------------ | ----------------------- | ------------------ | ------------------ | ---------- | ----------------------- | ----------------------- | ------------------ |
| Brasilien             | 211 998 573       | $4,016 biljoner    | $666,279 miljarder      | $389,215 miljarder | $337,04 miljarder  | $19 000    | 94,7 %                  | 76,3                    | 0,760 (hög)        |
| Ryssland              | 144 820 423       | $5,816 biljoner    | $719,521 miljarder      | $465,66 miljarder  | $379,315 miljarder | $39 800    | 99,7 %                  | 72,3                    | 0,821 (mycket hög) |
| Indien                | 1 450 935 791     | $13,173 biljoner   | $432,856 miljarder      | $773,177 miljarder | $859,507 miljarder | $9 200     | 74,4 %                  | 68,2                    | 0,644 (medel)      |
| Kina                  | 1 419 321 278     | $31,23 biljoner    | $4,893 biljoner         | $3,511 biljoner    | $3,125 biljoner    | $22 100    | 96,8 %                  | 78,7                    | 0,788 (hög)        |
| Sydafrika             | 64 007 187        | $865,402 miljarder | $136,236 miljarder      | $124,671 miljarder | $123,454 miljarder | $13 700    | 95,0 %                  | 71,9                    | 0,717 (hög)        |
| Egypten               | 116 538 258       | $1,912 biljoner    | $96,057 miljarder       | $68,218 miljarder  | $82,265 miljarder  | $16 700    | 73,1 %                  | 75,0                    | 0,728 (hög)        |
| Etiopien              | 132 059 767       | $354,604 miljarder | $8,83 miljarder         | $10,865 miljarder  | $22,951 miljarder  | $2 800     | 51,8 %                  | 67,7                    | 0,492 (låg)        |
| Iran                  | 91 567 738        | $1,442 biljoner    | $90,238 miljarder       | $110,882 miljarder | $102,47 miljarder  | $15 900    | 88,7 %                  | 75,6                    | 0,780 (hög)        |
| Förenade arabemiraten | 11 027 129        | $718,95 miljarder  | $19,483 miljarder       | $335,238 miljarder | $246,886 miljarder | $68 600    | 98,1 %                  | 79,9                    | 0,937 (mycket hög) |
| Indonesien            | 283 487 931       | $3,906 biljoner    | $192,97 miljarder       | $290,969 miljarder | $262,746 miljarder | $13 900    | 96,0 %                  | 73,6                    | 0,713 (hög)        |

### Potentiella medlemmar
Över 20 nya länder har visat intresse för att ansluta sig till Brics och i augusti 2023 stod det klart att sex av dessa har fått en inbjudan att bli medlemmar. De som fått inbjudan är följande länder: Iran, Saudiarabien, Förenade arabemiraten, Argentina, Egypten och Etiopien. Sedan Javier Mileis seger i det argentinska valet 2023 är medlemskap i Brics inte längre aktuellt.. Den 1 januari 2024 gick Egypten, Iran, Etiopien och Förenade Arabemiraten formellt med i BRICS, medan Saudiarabien fortfarande inte har svarat på inbjudan. Den 6 januari 2025 gick Indonesien formellt med i BRICS.

## Kritik
2012 beskrev Hu Jintao, som då var president i Folkrepubliken Kina, Brics-länderna som försvarare och hjälpare av världens utvecklingsländer och dessutom ett stöd för världsfreden. Vissa analytiker har dock lyft fram potentiella skiljelinjer och sprickor inom gruppen, inklusive en betydande ekonomisk instabilitet, olika åsikter om en tänkbar reformering av FN:s säkerhetsråd, samt Indiens och Kinas olösta gränstvister.